# Roudj-Ka
Roudj-Ka est un prêtre de la Ve dynastie dont la tombe a été découverte à l'ouest de la pyramide de Khéphren.

## Sépulture
Bien que pillée dans l'antiquité, la tombe de Roudj-Ka a conservé une partie de sa décoration représentant des bateaux et des scènes de la vie quotidienne. 
À en juger par les peintures murales, Roudj-Ka a été chargé de superviser les rituels de purification réalisés en l'honneur du pharaon mort, accomplis à l'occasion du culte funéraire de Khéphren. La complexité du tombeau suggère également que Roudj-Ka était une personnalité importante. Au-delà de l'entrée, taillée dans le roc d'une falaise, un complexe funéraire est prévu pour loger toute la famille de Roudj-Ka.
|                    | Roudj-Ka         |  |
| ------------------ | ---------------- |  |
| Type               | tombe            |  |
|                    |                  |  |
| Emplacement        | plateau de Gizeh |  |
| Date de découverte | septembre 2010   |  |
| Découvreur         |                  |  |
| Fouilles           |                  |  |
| Objets découverts  |                  |  |